# Stundenbuch der Anne de Bretagne
Das Stundenbuch der Anne de Bretagne, Königin von Frankreich (Heures d’Anne de Bretagne), deutsch auch Stundenbuch der Anne von Bretagne genannt, ist ein bis 1508 fertiggestelltes Werk des Buchmalers Jean Bourdichon und zählt als Laienandachtsbuch zu den am aufwändigsten ausgestatteten Stundenbüchern, die je geschaffen wurden. Als Anne 1514 starb, hinterließ sie einen Ruf der Frömmigkeit, Kunstgönnerschaft und der Liebe zum Luxus. In ihren Grandes Heures findet sich diese Charakterisierung bestätigt.

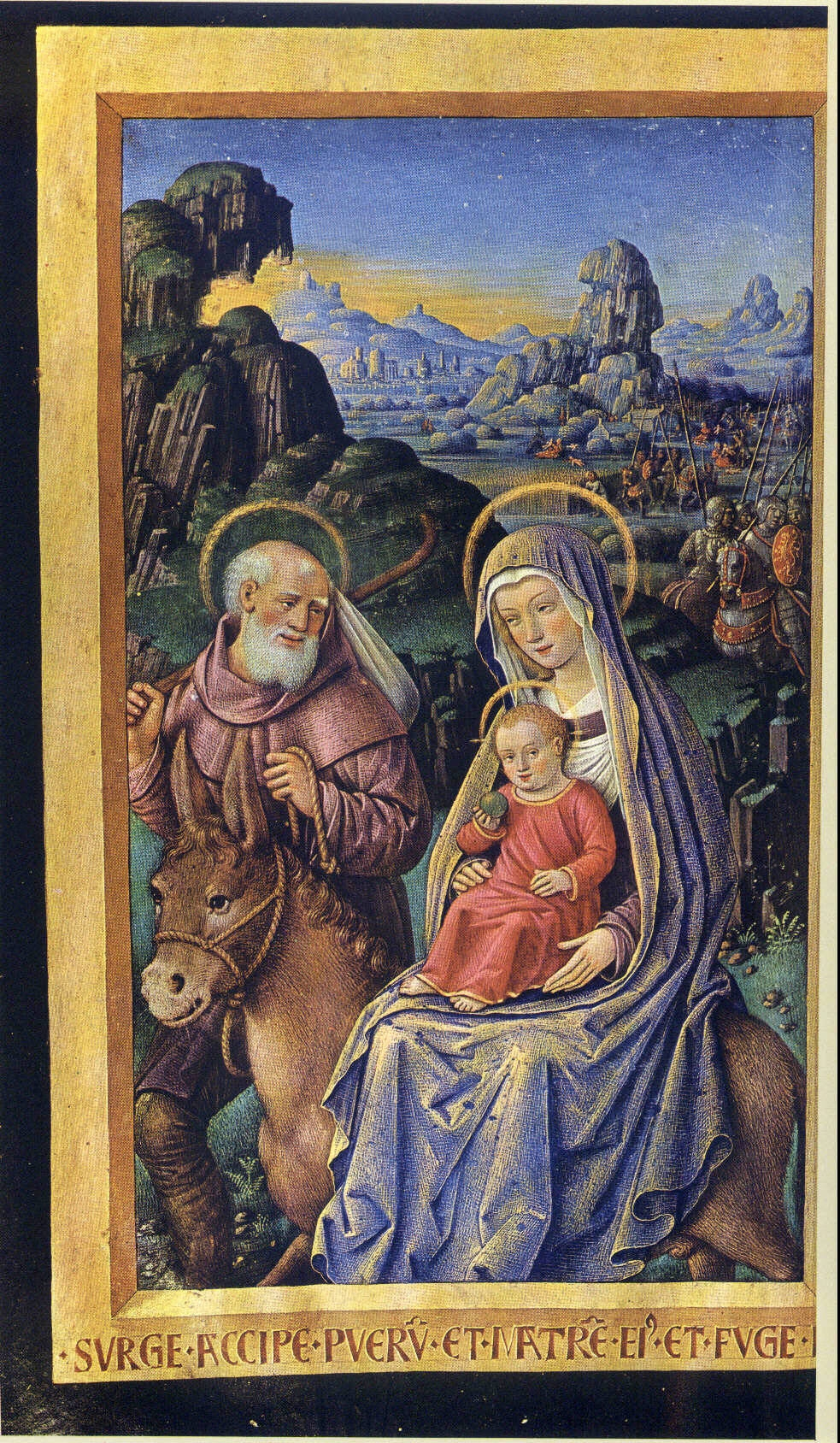
Miniatur Flucht nach Ägypten

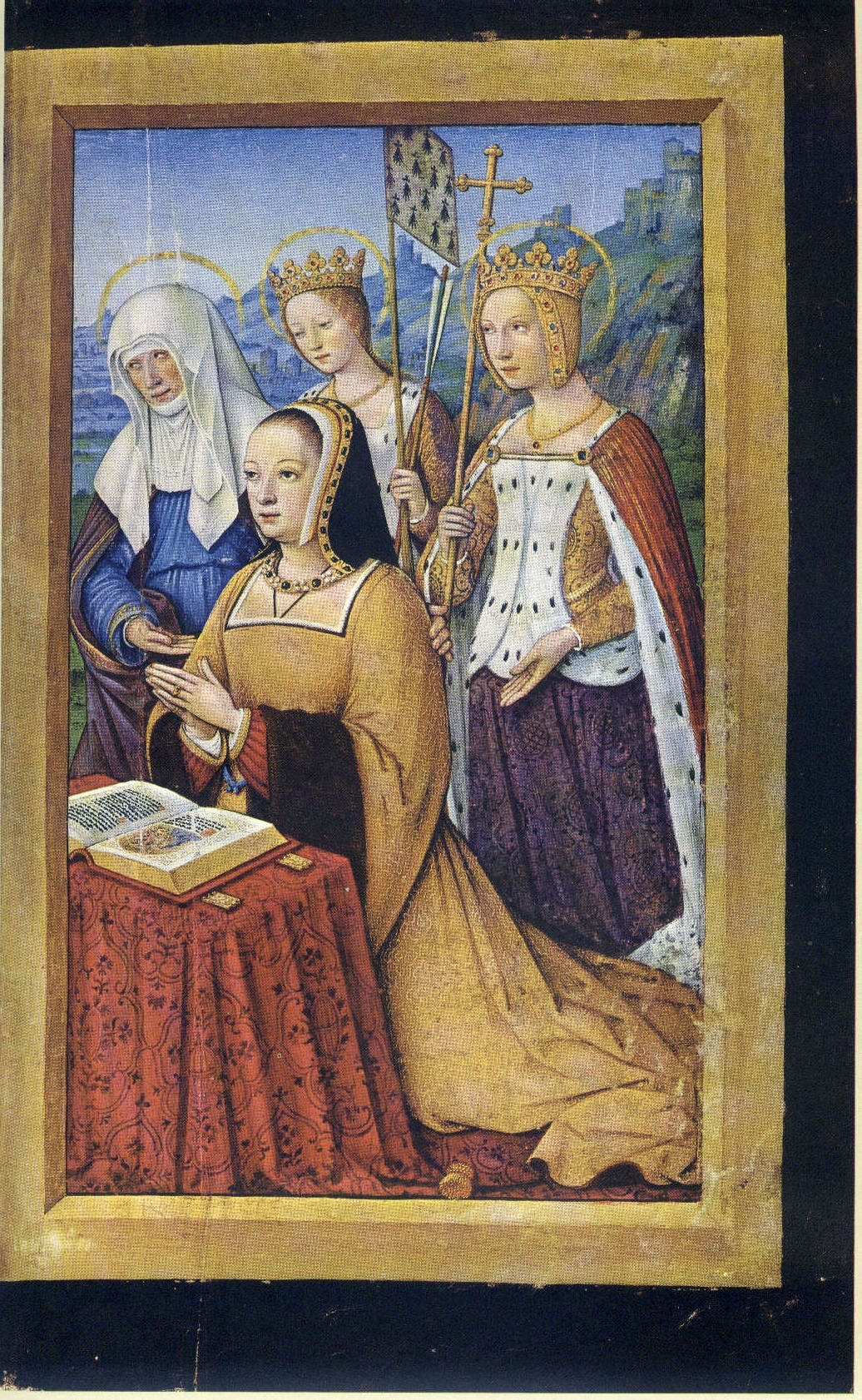
Anne mit Schutzheiligen

## Beschreibung
Liturgie von Rom. Frankreich, Tours oder Paris, 1500–1508. 30 × 19,5 cm, 238ff.
12 Kalendarium-Illustrationen, 49 ganzseitige Miniaturen, 2 Seiten mit Wappenschmuck, über 300 Bordüren, viele ornamentale Initialen.
Bibliothèque nationale, Paris, ms. lat. 9474

## Miniaturen
Die Flucht nach Ägypten zur Vesper enthüllt die Süße des Stils von Bourdichon. Die lieblichen Gesichtszüge der Heiligen Familie, auch der altkluge Ausdruck des Kindes, das einen Apfel in der Hand hält, stehen im Kontrast zur schwierigen Situation. Umrahmt von blauen, an Leonardo da Vinci erinnernden Felsen, wird das Wunder vom Sämann dargestellt, wie schon im Stundenbuch ihrer Mutter.
Anna ist in der Handschrift im Gebet porträtiert, sie trägt eine goldene Robe mit pelzbesetzten Ärmeln und der bretonischen Kappe. Sie ist hier hübscher dargestellt als in anderen, Bourdichon präsentierte ein Staatsporträt der Königin, vor sich ihr Stundenbuch mit reichverzierten Kanten und offenen Schließen, mit der gebotenen Schmeichelei. Die Königin wird mit ihren Schutzheiligen dargestellt, der ältlichen hl. Anna, der hl. Ursula mit einem Pfeil und dem Wappen der Bretagne sowie der hl. Helena, Mutter Kaiser Konstantins.

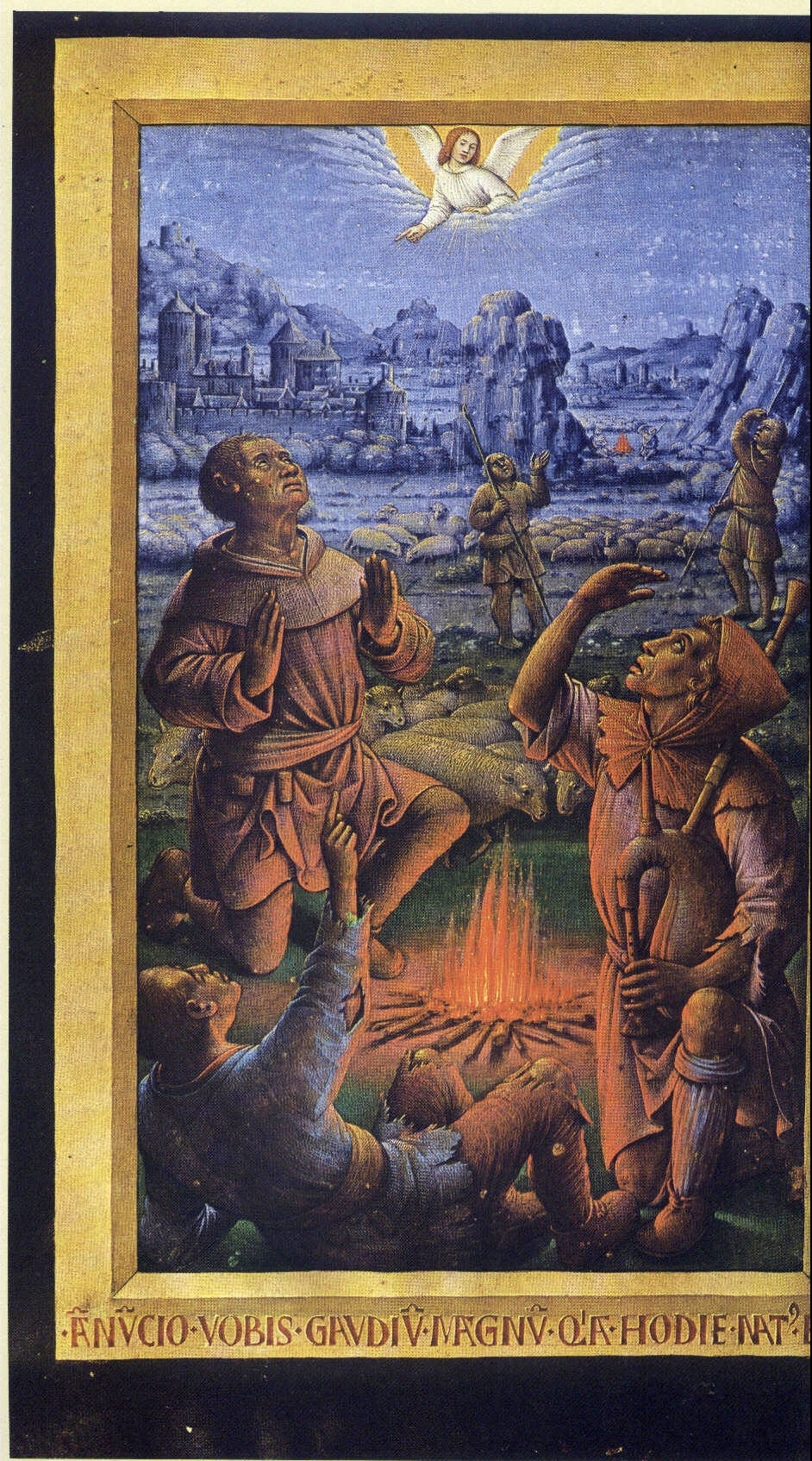
Des Engels Verkündigung an die Hirten

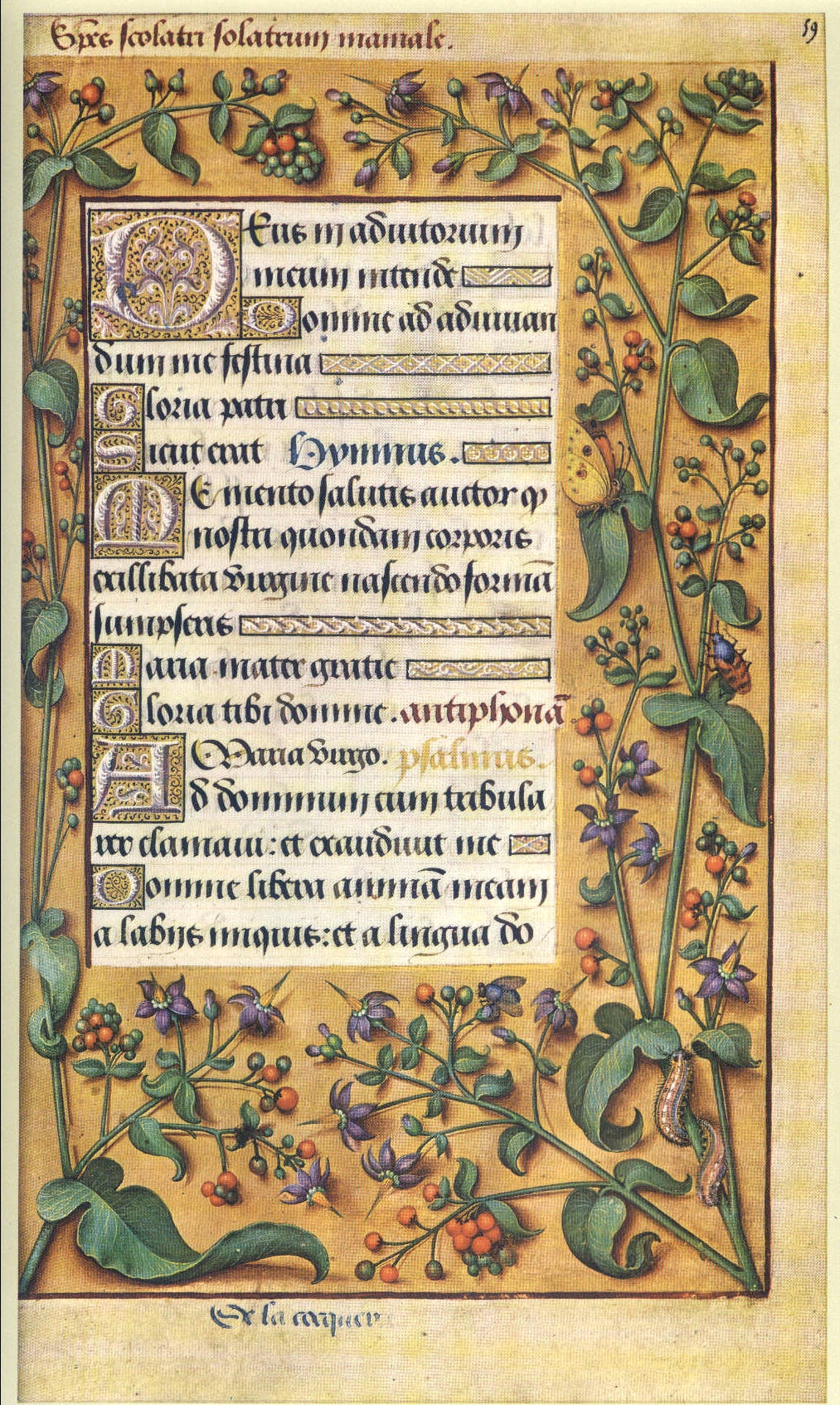
Blumenbordüre

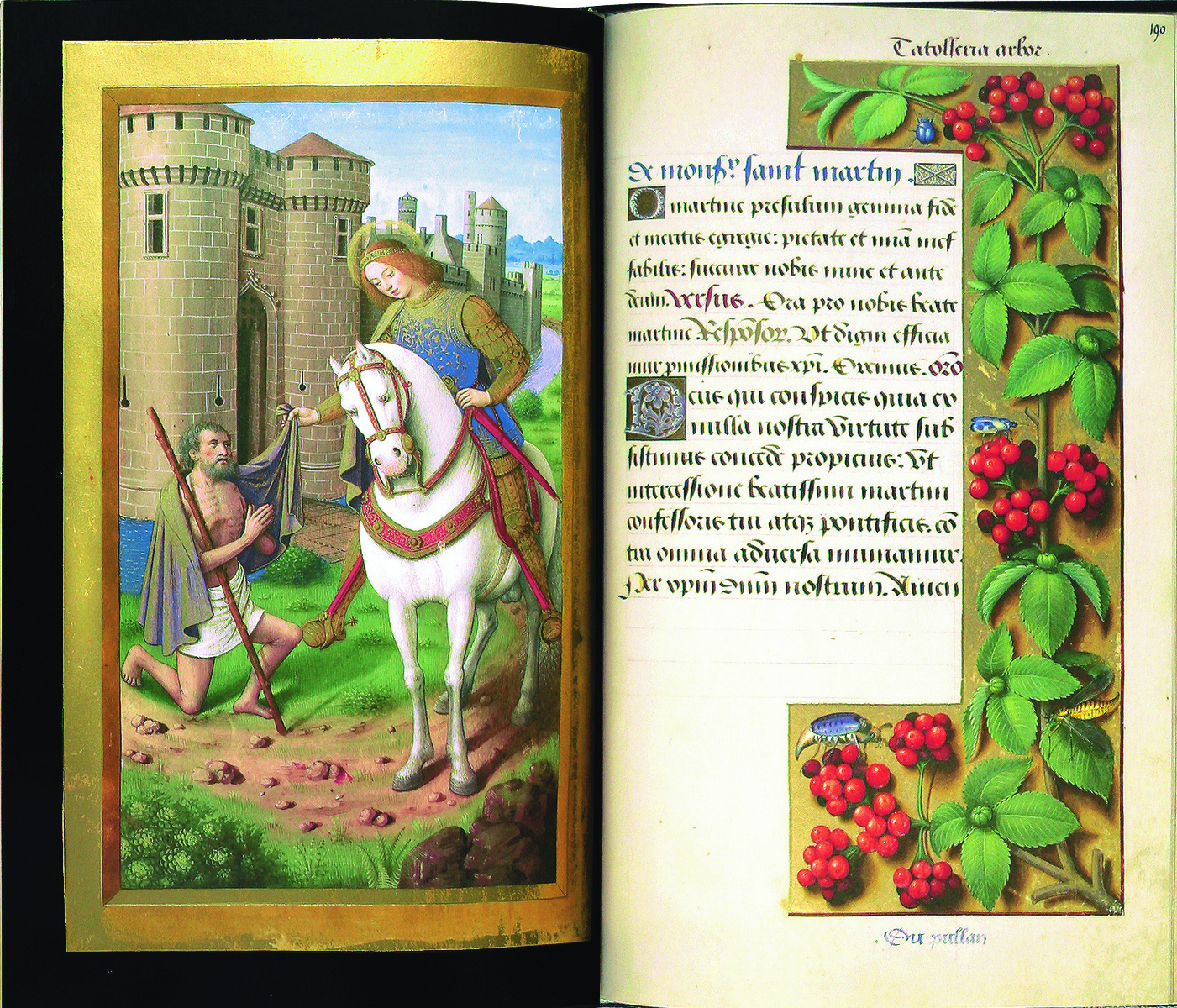
St. Martin, rechts Pflanzenbordüre

Des Engels Verkündigung der Christgeburt an die Hirten ist eine der großartigsten Seiten von Jean Bourdichon, die ihn als Meister ausweist. In dieser Nachtszene steigert der Kontrast des rotglühenden Feuers im Vordergrund und der blauen Landschaft im Hintergrund den dramatischen Effekt. Während ihre Kameraden schliefen, haben drei Hirten beim Feuer gewacht. In der Ferne befindet sich ein zweites Feuer, ein einfallsreiches Element, mit einem dort sitzenden Hirten. Nur der Engel in der lichterfüllten Lücke zwischen den Wolken ist eine stereotype Figur; doch sein auf das schlafende Bethlehem weisender Finger, wo das Christkind liegt, verbindet ihn unmittelbar mit der darunterliegenden dichten Szene.
Ein besonderes Merkmal der Grandes Heures ist die botanische Genauigkeit mit der die Blumen und Pflanzen in den Bordüren dargestellt und sowohl mit lateinischen Namen als auch mit französischen Bezeichnungen versehen sind.
Datiert in Blois am 14. März 1507/08 im Namen der Königin von Frankreich wird ihr Schatzmeister angewiesen, ihrem geschätzten „Bourdichon“ die Summe von 1050 Livres tournois für das „reichhaltige und üppige Illuminieren ihres großen Stundenbuches zu zahlen…“ Diese erst 1868 aufgefundene Zahlungsanweisung belegt Bourdichon als Urheber des Stundenbuchs (zuvor ist es lange Zeit dem Miniaturenmaler Jean Poyet zugeschrieben worden).

## Anne de Bretagne
Anne de Bretagne war die Erbtochter von Franz II., des letzten unabhängigen Herzogs der Bretagne, und Tochter seiner zweiten Frau Margarete de Foix. Nach dem Tod ihres Vaters im September 1488 war sie noch nicht zwölf Jahre alt und Waise. Mit Ausnahme ihrer jüngeren Schwester Isabeau (die 1490 starb) hatte sie keine nahen Verwandten. Als Herzogin der Bretagne war sie die bedeutendste Erbtochter Frankreichs. Wer immer sie heiratete, würde das letzte bedeutende, von der französischen Krone unabhängige Lehen erhalten. Der bevorzugte Kandidat ihres Vaters war Erzherzog Maximilian von Österreich. Der einunddreißig Jahre alte Erbe des Kaiserreiches war seit dem Tod seiner Frau Maria von Burgund im Jahre 1482 Witwer. Der Vertrag von Vergers verbot ihr, ohne Zustimmung des französischen Königs zu heiraten. Die Antwort Karls VIII. war das Eindringen in das Herzogtum, doch es zeichnete sich eine Lösung ab: die Heirat zwischen Anna und Karl, nur so blieben die bretonischen Rechte und Gebräuche voll gewahrt.
Es war vertraglich geregelt, dass nach des Königs Tod und im Fall ihrer Wiederverheiratung es der Nachfolger auf dem französischen Thron oder sein Erbe sein müsse. Am 8. Januar 1499, mit zweiundzwanzig Jahren, heiratete sie Ludwig XII. und wurde zum zweiten Mal Königin von Frankreich. Aus der Reihe ihrer Schwangerschaften während ihrer zweiten Ehe blieben zwei Töchter am Leben. Nach und nach wurde deutlich, dass das Gebot der Politik, welches ihr Karl VIII. aufzwang, auch im Falle ihrer älteren Tochter Claude (* 1499) in Aktion treten würde. Anna starb am 9. Januar 1514, wenige Wochen danach wurde Claude mit ihrem Cousin Franz von Orléans-Angoulême vermählt, der nach dem Tod ihres Vaters am 1. Januar 1515 König von Frankreich wurde.
Annas Herz wurde ihren Anweisungen zufolge zur letzten Ruhe in die Bretagne geschickt.

## Editionen
- Léon Curmer (Hrsg.): Le Livre d’heures de la reine Anne de Bretagne, traduit du Latin et accompagné de notices inédites par M. l’abbé Delaunay. 1841 (i. e. 1861).